# Главен прокурор на труда (Бразилия)
Главният прокурор на труда (Procurador-Geral dо Trabalho) е едноличен орган, който ръководи Трудовата прокуратура на Бразилия — един от съставните дялове на Прокуратурата на Съюза, която включва още Федералната прокуратура, Прокуратурата на Федералния окръг и териториите на Бразилия и Военната прокуратура. Заедно, Прокуратурата на Съюза и прокуратурите на отделните щати формират единната Прокуратура на Бразилия.
Главният прокурор на труда се назначава от главния прокурор на Бразилия за срок от две години измежду листа с трима кандидати, изготвена от Колегията на прокурорите на труда.
Според изискванията на Допълнителен закон nº 75 от 20 май 1993 кандидатите за
главен прокурор на труда трябва да са на възраст над 35 години и да имат най-малко пет години стаж в системата на прокуратурата. Законът предвижда при невъзможност да се предложат кандидати с петгодишен стаж, то тогава да се предложат кандидати с минимум две години стаж в системата на Трудовата прокуратура.
Главният прокурор на труда може да бъде преназначен за втори двугодишен мандат, при условие че бъде спазена основната процедура, предвидена от закона, т.е. ако името му попадне още веднъж в списъка с кандидати, предложен на главния прокурор на Бразилия.
Мандатът на главния прокурор на труда може да бъде прекратен преждевременно от главния прокурор на Бразилия след предложение на Висшия съвет, взето след тайно гласуване с одобрението на две трети от състава на Висшия съвет.